# 남부흙파는쥐
남부흙파는쥐 또는 남부주머니고퍼(Thomomys umbrinus)는 흙파는쥐과에 속하는 설치류의 일종이다. 멕시코와 미국에서 발견되며, 보통 고지대 초원과 관목 지대에서 서식한다.